# Przelewice, Hạt Wałcz
Przelewice [pʂɛlɛˈvit͡sɛ] (tiếng Đức: Prellwitz) là một ngôi làng thuộc khu hành chính của Gmina Człopa, thuộc hạt Wałcz, West Pomeranian Voivodeship, ở phía tây bắc Ba Lan. Nó nằm khoảng 6 kilômét (4 mi) phía nam Człopa, 35 km (22 mi) phía tây nam của Wałcz và 111 km (69 mi)     về phía đông nam của thủ đô khu vực Szczecin.
Trước 1772, khu vực này là một phần của Vương quốc Ba Lan, 1772-1945 Phổ và Đức. Để biết thêm về lịch sử của nó, xem Quận Wałcz.
Ngôi làng có dân số 200 người.